# Schule Am Markt
Die Schule Am Markt in Twistringen, Am Markt 1, stammt von 1911. Sie ist heute eine Grundschule.
Das Gebäude steht unter Denkmalschutz (Siehe auch Liste der Baudenkmale in Twistringen).

## Geschichte
Im 19. Jahrhundert bestanden eine katholische und eine evangelische Volksschule in Twistringen. Noch 1912 unterrichteten in Twistringen an der katholischen Volksschule zehn Lehrer insgesamt 469 Schüler.
Das zweigeschossige verputzte Hauptgebäude mit Walmdach und achteckigem Dachreiter, dem markanten dreiachsigen neoklassizistischen Giebelrisalit mit dem großen Lünettfenster im Giebeldreieck und den gliedernden senkrechten Mauereinfassungen in Rotstein wurde 1911 als Volksschule gebaut.
Hier sind aktuell (2022) Klassenräume, ein Werkraum, ein Betreuungsraum und das Sekretariat untergebracht, im Nebengebäude und im Neubau weitere Klassen- und Nebenräume und andere Bereiche. 420 Schüler wurden 2022 von 29 Lehrern in 19 Klassen unterrichtet. Die Grundschule ist zumeist vierzügig mit Hauptstandort am Markt und Außenstelle in Scharrendorf.